# پناهگاه صخره‌ای گندابه ۲
پناهگاه صخره‌ای گندابه ۲ مربوط به دوران پارینه‌سنگی است و در شهرستان کوهدشت، بخش مرکزی، دهستان گل گل، روستای گندابه واقع شده و این اثر در تاریخ ۷ اسفند ۱۳۸۶ با شمارهٔ ثبت ۲۱۳۳۵ به‌عنوان یکی از آثار ملی ایران به ثبت رسیده است.